# ドラえもん のび太の魔界大冒険
- ドラえもん > 大長編 > のび太の魔界大冒険
- ドラえもん > 映画 > 大長編 > のび太の魔界大冒険

『ドラえもん のび太の魔界大冒険』（ドラえもん のびたのまかいだいぼうけん）は、藤子不二雄の藤本弘が執筆し、『月刊コロコロコミック』1983年9月号から1984年2月号にかけて連載した「大長編ドラえもんシリーズ」の漫画作品。および、この漫画を原作として1984年3月17日に公開したドラえもん映画作品。映画ドラえもん5周年記念作品。大長編、映画ともにシリーズ第5作。
同時上映は『忍者ハットリくん+パーマン 超能力ウォーズ』。
2007年には本作のリメイク作品である、『映画ドラえもん のび太の新魔界大冒険 〜7人の魔法使い〜』が公開された。

## 作品
短編でお馴染みの道具「もしもボックス」が登場する唯一の劇場版作品である。そして、それによって作られたIFの魔法世界（つまり現実世界のパラレルワールドに当たる世界）が、話の根幹となっている。
この作品における魔法は、科学文明に取って代わった文明の利器という存在という位置づけで登場する。したがって、魔法世界において科学は迷信だと伝わっている。また、宇宙で呼吸が可能など科学常識が否定されていることが前提であるため、現代社会で迷信とされている様々な事象が現実的となっている（後述）。
本作品の舞台となる魔法世界は「ドラえもんとのび太がもしもボックスにより訪れた世界」であるため、登場するレギュラーキャラクターの内、ジャイアン、スネ夫、しずか、先生、両親は魔法世界の住人である。ヒロインの満月美夜子は、劇場版ドラえもんで初の女性メインゲストキャラクターである。またドラミが初登場する劇場版作品でもあった。
魔界でデマオンに1度敗れた後、魔法世界にするために使用したもしもボックスの使用を止めようとドラえもんとのび太がタイムマシンで過去に戻る場面があるが、これは魔法世界から科学世界（つまりパラレルワールドから現実世界）にタイムマシンで行き来が可能である前提で描かれている。
原作・映画ともに、作中に嘘の終幕が登場し、最終ページだと騙されたアシスタントもいたという。
監督を務めた芝山によると前作の興行収入が前々作までよりも低かったことから本作の製作中に「つぎでお客さんが入らなかったら辞めてもらうよ」と上層部から釘を刺されていたという。結果今作は17億の興行的収入をあげ、成功を収めたことから芝山は引き続き映画ドラえもんの監督を担当することになった。
1979年に『テレビ朝日版ドラえもん』を立ち上げた同局編成開発部の高橋浩は、映画版の興行成績が落ちていたことから、この年が自然保護憲章制定10周年と知り、ドラえもんが「かけがいのない地球の自然を大切にしよう。緑を守ろう」と言えば、子供たちが自然に対する認識を高めてくれるのではないか、そのためにはドラえもんを緑にしたいと考えた。周りからは反対されたが、藤本に趣旨を説明し快諾されたことから、5周年記念および自然保護憲章制定10周年として、ドラえもんのカラーをグリーンにしたグリーンドラを前面に出した自然応援キャンペーン「僕たち地球人」が同時に行われることになった。来場者にグリーンドラ缶バッジを配った。後年の作品でも定番となる「入場者全員プレゼント」は、これが最初である。また当時上映された映画では、グリーンドラとのび太が出演した短編広告アニメが上映された。
映画はドラえもん (1979年のテレビアニメ)のスタッフによって作られた。シリーズにおいて初めてCGを使用した。本作で使われたCGの一部は、1984年4月6日からのアニメOPにも使われた。

## 劇場公開版について
1984年10月2日のテレビ放送時には主題歌「風のマジカル」を含め、劇場公開時に近い形での放送が行われたが、1996年からの再ビデオ（VHSカセット、LD、DVD）でステレオ音声に変換された際、曲の使用契約期限の関係でエンディング曲が『のび太の大魔境』の主題歌「だからみんなで」に差し替えられ、エンディング映像上のスタッフロールおよび巻頭に収録された予告編での「風のマジカル」のテロップも削除された。また、本編中の「風のマジカル」のインストゥルメンタルBGMが流れている場面2箇所についても『ポケットの中に』のBGMに差し替えられた。
これまで再上映での鑑賞や、1984年のテレビ放送の録画を入手する以外に長らく視聴する手段が無かったが、2016年以降のAmazonプライムビデオなどのオンデマンド配信おいてBD画質によるHDリマスターを施した劇場公開時のものが使われ、BGMや主題歌「風のマジカル」もモノラルマスター（モノラル収録のシネテープ）のデジタル化により修復された。後年、WOWOWでの再放送などではこの放送フォーマットが踏襲されている。

## あらすじ
ここ数日の間ぼんやり空想に耽っていたのび太。その様子を見たドラえもんは「ゴミを捨てに行くぞ」と言い、のび太を連れてゴミ捨て場へ向かう。すると2人はドラえもんそっくりの奇妙な石像を見つけ、家に持ち帰る。その後、のび太はジャイアンとスネ夫に野球に誘われるもいつものように負けてしまい、全員に責め立てられ、その際、ドラえもんとしずかに魔法への憧れを打ち明ける。2人はまるで本気にせず、出木杉にも相談したものの、過去に魔法は学問として確立していたが、悪魔の力を借りる法として魔女狩りの対象にされたり、一方で科学が発達したことにより魔法が廃れたことを教えられ、誰一人理解されず、夢を諦めきれず落ち込むのび太は今度は自分とドラえもんそっくりの石像をゴミ捨て場で発見する。ドラえもんは自分たちの石像を見て不思議に思うが、のび太が「石に変えられた別の世界の自分達では」と推測した際、ドラえもんは相手にせずそのまま石像を庭に放置した。その真夜中、玄関から奇妙な声が聞こえた2人は玄関に向かうと、あの石像が違うポーズで立っていた。訝しがりながらも再び石像を外の物置に置き、部屋に戻るとのび太は、ふとドラえもんのひみつ道具「もしもボックス」を思い出す。のび太の提案を聞いたドラえもんはもしもボックスを取り出し、魔法の世界を実現させてあげることにした。
しかし実現した「魔法の世界」は、友達や家族は魔法が使えるがのび太の期待・想像の世界（ファンタジーな世界）とは程遠く、魔法を学ぶために学校教育を受けねばならず、魔法のじゅうたんを操るには免許と高額のじゅうたんが必要となるような、いわば文明の礎が科学から魔法にそっくりそのまますり替わっただけの代物だった。結局、現実世界と変わらず魔法世界でも誰からも見下され、落ちこぼれてしまったのび太は、すっかり落胆する。
だが、この世界でも担任の先生に叱られ、ジャイアンやスネ夫達に馬鹿にされたことで、せめて簡単な魔法の1つでも覚えてから元の世界に戻そうと意気込む。ドラえもんはそんなのび太の心意気を買って必死に応援するが、その矢先に地震が発生した。しずかによれば頻発する地震は魔界接近説という、ある魔学博士の仮説と関係しているという。
そんなある日、ドラえもんたちは山で満月博士というまさに魔界接近説を提唱していた張本人と出会う。博士の研究によれば、現在、魔界の悪魔たちが地球の侵略を企てており、このままでは想像を絶する魔力をもつ悪魔たちに人類は滅ぼされてしまう。そして、今世界に迫っている地震や巨大台風はその前兆だという。あまりに殺伐とした世界にドラえもんとのび太は元の世界に戻そうとしたが、もしもボックスはママによって粗大ごみとして捨てられてしまっており、回収を試みるも結局は手元に戻らず、2人は責任を押し付け合った末に仲違いをする。
その夜、和解した2人は再び満月博士の家を訪れて詳しく話を聞こうとする。だが、博士の家は跡形も無く消えており、1匹の野良猫だけが佇んでいた。実はその猫こそ博士の愛娘・美夜子であった。ほんやくこんにゃくを利用して話を聞いたところ、悪魔の軍勢が襲撃を仕掛け、屋敷を消滅させた上に自分をねこの姿に変えた挙句、父を連れ去ってしまったのだという。幸い、月の光を浴びている間はその魔法が解かれるといい、その間に美夜子は、2人に一緒に魔界に乗り込んで欲しいと懇願する。そして、水晶玉の占いによると魔王を倒す勇士はドラえもん、のび太、しずか、スネ夫、ジャイアンの5人なのだと告げた。5人は一度はためらうもやがて美夜子と共に魔界へ乗り込むことを決意し、美夜子と共に魔界へ乗り込んでいく。
人魚の島、帰らずの原、魔界の森など、様々な魔界の難所を乗り越え、ついに魔界にある大魔王デマオンの本城へとたどり着き、デマオンと対峙する。美夜子が満月博士から託された古書・魔界歴程の一部によると、デマオンの弱点は銀のダーツで心臓を撃つことであるという。それに従って銀のダーツを投げるが、なぜかデマオンには通用せず、強力な衝撃波で吹き飛ばされてしまう。石ころ帽子を利用して姿を隠し逃げ延びようとするも魔界の悪魔たちには通用せず、姿を見破られ、1人、また1人と悪魔に捕らえられて行く。転んだ拍子に石ころ帽子を破いてしまい悪魔に見つかったのび太が、間一髪のところで美夜子に助けられる。しかし、美夜子は自分の石ころ帽子をのび太に託すと、悪魔の気をそらせるために囮として再び悪魔たちへ向かっていってしまった。
必死で逃げ出し、命からがら逃げ伸びてきたドラえもんと落ち合ったのび太は仲間たちが全員捕まってしまったことを知り、このような世界を出してしまったことを深く後悔して泣きじゃくる。そんな時、ドラえもんはタイムマシンで過去に戻り、過去の自分たちがもしもボックスを使うことを辞めさせればいいと気づく。急いで自宅に戻り、タイムマシンに乗る2人だったが、デマオンの手下メジューサが後をつけてきて過去にさかのぼり、2人を追いかけまわした末に石化させてしまった。2人は石化の拍子にゴミ捨て場に落ち、過去の自分たちに拾われて自宅に持ち帰られる。そしてその夜、月の光が差したことで魔法が解けて石像から戻った2人は過去の自分たちに会おうと庭から玄関に向かうも、月が雲に隠れて再びそこで石化してしまう。しかし、再び気が付いた時には元通りに戻っており、更に目の前になぜかドラミがいた。虫の知らせアラームの警告を聞いてドラえもんたちが気がかりになったため様子を見にやってきたところ、2人が石になっていたのを知って助けてくれたのだった。事情を聴いたドラミにもしもボックスを借り、元の世界に戻したことでようやく安堵する2人だが、「魔法世界は消えてなくなるわけではなくパラレルワールドとして存続する」と教えられる。デマオンの脅威を消し去らない限り根本的解決にならないことを知った2人は、ドラミを伴って再び魔法世界へ戻る。
デマオンの城に戻った2人は中に潜入し、捕らえられた仲間たちと、美夜子、満月博士を無事に救い出す。美夜子からのび太に託されていた魔界歴程の未翻訳部分をドラミのアドバイスで秘密道具で解読すると、デマオンの弱点の心臓は体内になく星に擬装し宇宙に隠していることが判明。満月博士は「赤く脈打つ星」ことデモン座のα星がそれだと気付き、一行はα星に急行、追撃するデマオンの手によって降り注ぐ隕石の雨を必死でよけながらついに星の海の中にデマオンの弱点を見出す。ジャイアンの渾身の一投で投げられ、そしてドラミのビッグライトによって巨大化した銀のダーツがα星を射抜き粉々に破壊する。絶叫と共にデマオンは魔界とともに消滅し、ついに魔法世界に平和が取り戻された。全てが終わった後、のび太は自分が異なる世界の住人であったことを今更ながらに美夜子に教え、惜しみ合いながらも別れを告げた。
もしもボックスで今度こそ元の世界に戻ったのび太は空き地でジャイアンたちとしずかちゃんが遊んでいるのを見て冒険の余韻を感慨深げに感じ入った後、いたずらでしずかに向かってチンカラホイと魔法の呪文を唱えた。すると、魔法世界ではないはずなのになぜかしずかのスカートがふわっとめくれあがった。その様を見て、風のせいだよね、きっと……と、のび太は思うのであった。

## 舞台
魔法の世界
ドラえもんとのび太がひみつ道具「もしもボックス」で実現させた魔法が存在する世界で、元のドラえもんたちの世界にとっては、パラレルワールドにあたる。
のび太は呪文ひとつで何でもできて便利な世界だと期待していたが、魔法を使いこなすには勉強や訓練が必要で、魔法の世界に来たからといって魔法が簡単に使えるわけではなかった。しかものび太は現実世界でいう自転車やオートバイにあたる空飛ぶ箒に乗ることができずに同級生に馬鹿にされる始末で、空飛ぶ箒に乗って遠出する（ホーキング）時も置いてきぼりをくう。この他、高度な魔法の使用には高価な道具を購入する必要まであり、現実世界でいう自動車にあたる魔法のじゅうたんは、高価な上にこれを動かすにも自動車と同様の勉強や訓練が必要であり、パパが現実世界にて元々自動車の運転が未熟であったことから、野比家に魔法のじゅうたんを扱える者はいないといった有様。魔法の世界でありながら、これらの現実世界の延長を垣間見たのび太は完全に期待を裏切られてしまった。
基本的に「チンカラホイ」という呪文を唱えることで魔法を発動するが、呪文無しで発動するシーンもある他、箒で飛ぶ際には「飛べ」と言うだけで良いなど、例外もある。使用可能な魔法は本人の力量に左右されるため、のび太は当初はしずかのスカートをめくる程度の魔法しか使用できなかったが、終盤には一度だけ箒で飛ぶことができた。
この魔法の世界では、魔法とは逆に“科学”が迷信として扱われている。宇宙の様子までも「宇宙空間でも呼吸できる」「月にウサギがいる」「土星の環は板状」など、現実世界では迷信とされていることが真実となっている。また、ドラえもんとドラミが持つひみつ道具（科学世界から持ち出した道具）は魔法世界でも機能し、魔法の世界の住人達には「変わった魔法」と解された。
一旦魔法の世界に身を投じた後は、タイムマシンを使ってもしもボックスを使う前の現実世界（科学世界）に戻っても、魔法を使える能力は残っている。それだけでなく、後述のメジューサのように、元から魔法世界に住んでいた人物が科学世界にやって来た際も、魔法を使うことが可能。
魔界
悪魔たちの本拠地。地球とは異なる天体。魔界星とも。悪魔はこの“魔界”の住人であり、魔法世界概念にのっとり宇宙空間のタブーが解消されていた事が今作のきっかけになる。悪魔たちは古来より地球に度々現れていたが、数百年間姿を現さなくなっていたため、地球の人間のほとんどは悪魔を大昔に滅んだ存在程度の認識しかしていなかった。
大魔王デマオンを元首とした完全独裁国家としての体裁を採っている。国民皆兵制を採用、階級制度があり、帽子の星の数が上下関係を示す。悪魔のほかに人魚やツノクジラなどの生物も住んでいる。星の周囲は黒い炎に包まれ、南極の空のみに炎の切れ目がある（ただし、この切れ目は地球では北極に当たる部分に描かれている）。
最後はデマオンの心臓であるα星と衝突して大爆発を起こし、宇宙から消滅した。

## 声の出演
- ドラえもん - 大山のぶ代
- のび太 - 小原乃梨子
- しずか - 野村道子
- ジャイアン - たてかべ和也
- スネ夫 - 肝付兼太
- のび太のママ - 千々松幸子
- のび太のパパ - 加藤正之
- ドラミ - 横沢啓子
- 出木杉 - 白川澄子
- 先生 - 田中亮一
- ジャイアンのママ - 青木和代

## ゲストキャラクター
満月 美夜子（まんげつ みよこ）
声 - 小山茉美
魔学博士・満月博士の一人娘である魔法使いの女の子。襲撃してきた悪魔の呪いによりネコに変えられてしまう。月光を浴びている間のみ人間に戻れるが、日中あるいは月が雲に隠れたり宇宙空間で月光が届かなくなったりするとネコに変わってしまう。ネコになると言葉が通じなくなるが、「ほん訳コンニャク」で解決した。空飛ぶじゅうたんを操る腕前はプロ級で、プロのレーサーを夢見ている。この映画の中心的な協力者で、ドラえもんたち5人にともに魔界へ乗り込むよう頼んできた。読みは「みよこ」だが藤子不二雄ランド版では「みやこ」になっている。藤本によれば「みやこ」が正しい。映画では、ネコから人間に戻るとドラえもんが落胆する場面がある。逆にネコになると笑顔になる。終盤にのび太を守るために戦い捕まるが、牢内で再開できた満月博士によって悪魔の魔法を解かれて人間に戻れた。
満月博士
声 - 中村正
魔学博士。魔界が本格的な地球侵略を企てるという「魔界接近説」を唱えたが、悪魔たちは既に滅び去ったと信じる世間の人々にはほとんど信じられていない。普段は穏やかだが自分の学説を語るときは熱くなりやすく、作中では彼の叫びと同時に周囲の家具が吹き飛ぶシーンがあった。ナルニアデスの著した「魔界歴程」を発見したことが悪魔たちの知るところとなり、翻訳途中で拉致され、屋敷も消されてしまう。
大魔王デマオン
声 - 若山弦蔵
強大な魔力を持つ魔界の王。長きにわたり地球を狙い続け、遂に本格的な侵攻のため魔界を地球に接近させる計画を発動する。他の悪魔達とは比較にならないほどの巨躯。心臓に銀のダーツを撃ち込む以外に倒す術はない。しかし心臓はデマオンの体内にはなく、「デモン座のアルファ星」と呼ばれる星に偽装して魔界星から離れた場所に隠しており、それを知らずにダーツを投げたドラえもんたちは一度敗れている。なお、2007年に公開されたリメイク版は、デマオンの心臓は、「魔界星に浮かぶ赤い月」になっている。ドラえもんたちを追撃する際には他の悪魔達のものとは頭部等の形態が違う専用の怪物に乗っていた。
メジューサ
声 - 上田敏也
デマオンの配下で、相手を石に変える能力を持つ。タイムマシンで逃げても時空間の中を自在に移動し執拗に追跡してくる恐るべき魔物。悪魔としての魔法の力を行使し（この時、ドラえもんとのび太はどうにか箒で飛ぶ魔法を駆使して逃走している）、現実世界に戻ってからも必死に逃走を続けるドラえもんとのび太を遂には魔法で石にしてしまい嬉々として魔界へ帰還した。その後は物語に登場せず、ドラえもんたちと再戦することはなかった。
ナルニアデス
声 - なし
遥か昔、魔界星への侵入に成功した魔法使い。悪魔達の仲間になったふりをして乗り込んだが、最後は裏切りが露見して八つ裂きにされたと伝えられている。過去の人物であるため本人が登場することはないが、悪魔達の生態や魔界星の環境、デマオンの弱点等が詳細に記された「魔界歴程」という書物を残しており、ドラえもんらの戦いの中で大いに役立つこととなる。「魔界歴程」は悪魔たちに奪われるのを防ぐため、木のうろやのび太の耳の奥に隠されていた。内容は全て秘文字で書かれており、解読されていなかった最後の方は「ほん訳コンニャク」で解読した。
使い魔
声 - 千葉繁
魔界星からやって来たデマオンの使い魔で、サルのような悪魔。ジャイアンとスネ夫に追いかけ回され、その腹癒せに指から放った光線でほうきまで燃やしてしまった。満月博士の監視が任務で、下級悪魔（声 - 玄田哲章）を呼び寄せる。下級悪魔とともに美夜子をネコに変えた上、抹殺しようとするもドラえもんによりヒラリマントで跳ね返された魔法を受け爆死した。映画では美夜子に噛み付き、戦いを妨害するも下級悪魔が魔法で作った水柱の乱流に投げ落された。
幹部悪魔
声 - 仁内達之、上田敏也、山田俊司
※上田と山田はクレジットなし。原作では他の4人が登場し、失態をデマオンに大喝され恐縮していた。
料理番悪魔
声 - 加藤治
階級は星1つ。油っこい料理を好む。美夜子をから揚げにしようとして、蒸し焼きを主張する星2つの悪魔と口論するが、星3つの幹部悪魔の命令によって塩ゆでにすることになる。
悪魔
声 - 玄田哲章、広瀬正志、加藤治
デマオン配下の一般兵悪魔たち。一般兵の悪魔は青いマントや帽子（星は1つ）だが、美夜子と戦った下級悪魔や幹部悪魔の場合は星の数（2 - 3つ）や服装が異なっていることもある。その中で帰らずの原で魔界のハイエナたちの餌食になってしまった者もいる（白骨遺体となって発見され、骨格は尾や頭部を除けば人間と大差ない）。乗用の怪物にまたがって移動し、地上、宇宙に至るまで高い機動力を誇る。
子供
声 - 川島千代子、間嶋里美
テレビCM音声
声 - 玄田哲章、千葉繁 ※クレジットなし
人魚
声 - 川島千代子、間嶋里美、他  ※クレジットなし
魔界星の人魚たち。彼女らの歌にドラえもん達を誘き寄せ、ツノクジラの餌食にしようとするがジャイアンの歌におびえて退散する。

## スタッフ
| 原作・脚本                   | 藤子不二雄 |
| レイアウト                   | 本多敏行 |
| 作画監督                     | 富永貞義 |
| 美術設定                     | 川本征平 |
| 美術監督                     | 沼井信朗 |
| 撮影監督                     | 高橋明彦 |
| 録音監督                     | 浦上靖夫 |
| 特殊撮影                     | 三沢勝治（J.S.C） |
| 音楽                         | 菊池俊輔 |
| 監修                         | 楠部大吉郎 |
| プロデューサー               | 別紙壮一 菅野哲夫 |
| 監督・絵コンテ               | 芝山努 |
| 演出助手                     | 安藤敏彦 原恵一 |
| 動画チェック                 | 石井文子 田口陽子 |
| 色設計                       | 片川喜好 |
| 仕上監査                     | 野中幸子 代田千秋 高比良敦子 |
| 特殊効果                     | 土井通明 |
| オープニング作画             | 中村英一 |
| 原画                         | 原完治、窪田正史、飯山嘉昌、山崎勝彦、みのわみえこ、神村幸子、川越ジュン、あべじゅん子、加藤鏡子、久米一成、竹中清、徳田悦郎、奈須川充、森島格、小林幸、福富和子、一川孝久、葛岡博、小林正義、大塚正実 |
| 動画                         | 内原弘美、川島郁子、山下真紀子、東海林薫、平井ちあき、清水一代、森谷加代子、鈴木怜子、溝辺洋司、戸沢稔、金子道子、大道博政、地主昌市、佐藤克昭、渡辺理恵、相沢博之、小松ひな子、菖蒲隆彦、渡辺裕子、西岡哲夫、湖山禎崇、徳田益男、井上桃代、許雪漢、原田浩、田村吉章、去来川朱美、武田一也、鈴木道明、松尾慎、隅田恵美子、若松孝思、堤規至、伊藤治美、内藤真一、入江康智、間々田益男 |
| 仕上                         | 有沢貴子、鈴木安子、松木優子、松尾朱美、実川住江、笠原美代子、野原昌代、佐藤知子、中村竜也、山崎剛、遠藤剛彦、長谷川悦子、粉川志佐子、三ツ木清恵、古谷奈緒子、佐々木晴美、新井ますみ、森山政子、山田宣子、堀江京子、工藤玲子、山崎博美、石橋玲子、三上しおり、中川律子、手塚悦子、浅見理恵子、阿部ゆかり、松尾伸二、廣井勝夫、小泉純子、小野裕子、打越由美、小菅勉、佐藤敏夫、鎌田翼、小林弘靖、渡辺初美、小関裕子、助友克江、村瀬幸司、内田風織、小峯久美子、村瀬園美、吉若由子、宮本陽子、阿部順子、斉藤裕子、隈部時枝 |
| 背景                         | 森元茂、福田和矢、佐藤幸子、斉藤由美子、藤井美千代、佐藤正行、石橋修一、青野由美子、大作知子、野村可南子 |
| 撮影                         | 熊谷正弘、笠間いずみ、菊池英明、尾崎美季、倉田佳美、角原幸枝、斉藤秋男、伊藤修一、坂東昭雄、古林一太、三浦豊作、酒井幸徳 |
| コンピューターグラフィックス | 原真悟 |
| エリ合成                     | 平田隆文 村主和之 |
| オーロラシステム             | 報映産業 |
| 編集                         | 井上和夫 |
| 効果                         | 柏原満 |
| 整音                         | 中戸川次男 柴田信弘 |
| スタジオ                     | A・P・Uスタジオ |
| 現像                         | 東京現像所 五十嵐功一 中嶋誠治 森勝美 福島宥行 村山修二 永野正秀 |
| 連載                         | 小学館の学習雑誌 マミー ベビーブック めばえ よいこ 幼稚園 小学一年生 小学二年生 小学三年生 小学四年生 小学五年生 小学六年生 コロコロコミック 別冊コロコロ てれびくん |
| 協力                         | アトリエ・ローク オーディオプランニングユー 東京アニメーションフイルム 井上編集室 トミプロダクション 亜細亜堂 あにまる屋 スタジオメイツ 風プロダクション スタジオイルカ スタジオタージ シャフト スタジオディーン イージーワールド スタジオ九魔 |
| 文芸                         | 水出弘一 |
| 制作進行                     | 田中敦 小倉久美 |
| 制作デスク                   | 山田俊秀 |
| 制作担当                     | 田村正司 |
| 制作協力                     | 藤子スタジオ 旭通信社 |
| 制作                         | シンエイ動画 小学館 テレビ朝日 |
|                              | © 藤子・小学館・テレビ朝日 |

## 主題歌
オープニングテーマ「ドラえもんのうた」
作詞 - 楠部工 / 作曲 - 菊池俊輔 / 歌 - 大杉久美子（コロムビアレコード）
ラストではイントロが流れる。このイントロ挿入の演出は今作がラストとなった。
エンディングテーマ「風のマジカル」
作詞 - 湯川れい子 / 作曲 - NOBODY / 編曲 - 鷺巣詩郎 / 歌 - 小泉今日子
挿入歌
エンディングのスタッフロールでは無表記。
「おれはジャイアンさまだ」
作詞 - たてかべ和也 / 作曲 - 菊池俊輔 / 歌 - たてかべ和也（剛田武）
「ぼくドラえもん」
作詞 - 藤子不二雄 / 作曲 - 菊池俊輔 / 歌 - たてかべ和也（剛田武）
本作ではジャイアンが「おれはジャイアンさまだ」と平行して歌っている。

## 小説
『大長編ドラえもん「のび太の魔界大冒険」外伝 美夜子の魔法戦記（マジカルウォーズ）』のタイトルで、美夜子を主人公とした魔法世界での後日談が描かれている。本作のオリジナルキャラクターである朝倉魔魅矢（あさくら・まみや）に奪われた魔界歴程を取り戻すため、美夜子が立ち上がるというストーリー。雑誌『ドラえもんクラブ』第4号（1994年発行）に収録。文・笹木輦、画・芝山努。